# Centre Cultural Kurd Ahmet Kaya
El Centre Cultural Kurd Ahmet Kaya (CCK; en kurd del nord: Navenda çanda Kurd a Ahmet Kaya) és un centre cultural que es va inaugurar el 10 de maig de 2001 a París amb l'objectiu de promoure la cultura kurda, sensibilitzar la societat sobre la qüestió kurda i promoure la integració dels kurds a l'Estat francès.
Està situat al 10è districte al número 16 del carrer d'Enghien i organitza activitats culturals, artístiques, esportives i acadèmiques. Manté relacions amb associacions, ONG, agents socials i partits polítics. El nom d'aquest centre cultural ret homenatge a Ahmet Kaya, un cantant, escriptor i compositor kurd exiliat, el pare del qual era kurd i la mare turca, que va morir el 16 de novembre a París d'un infart.
El centre cultural va ser condemnat a la seva dissolució pel Tribunal de cassació el dia 21 de maig de 2014 acusat d'associació criminal amb finalitats terroristes i finançament de grup terrorista.
El 23 de desembre de 2022, un tiroteig massiu va provocar la mort de tres persones kurdes i tres més de ferides al carrer d'Enghien prop del centre cultural. Una de les víctimes va ser Emine Kara («Evîn Goyî»), que havia fugit de l'Estat turc i havia estat comandant de les Unitats de Protecció de les Dones. Els altres dos assassinats, l'artista Mîr Perwer i l'activista Abdurrahman Kizil, estaven vinculats també al moviment de defensa de la cultura kurda i havien demanat asil a les autoritats franceses.